# Passo San Giovanni
Der Passo San Giovanni ist ein 287 m s.l.m. hoher Gebirgspass in der  italienischen Provinz Trient.

## Lage und Umgebung
Der Pass grenzt die Monte Bondone – Monte Stivo Gruppe im Norden vom Monte Baldo im Süden ab. Er bildet den niedrigsten Übergang vom Etschtal oder Vallagarina, wie der untere Abschnitt des Etschtales auch genannt wird, in das untere Sarcatal und dem Nordufer des Gardasees. Der Übergang liegt inmitten der Überreste eines Bergsturzes, der sogenannten Marocca di Passo San Giovanni, der nach dem Rückzug eines Seitenastes des Etschgletschers entstand, als der nachlassende Druck auf die Berghänge diese zum Abrutschen brachte. Als Folge davon staute sich östlich des Passes der seit den 1950er Jahren infolge des Baus des Etsch-Gardasee-Tunnels trockengefallene Lago di Loppio auf.

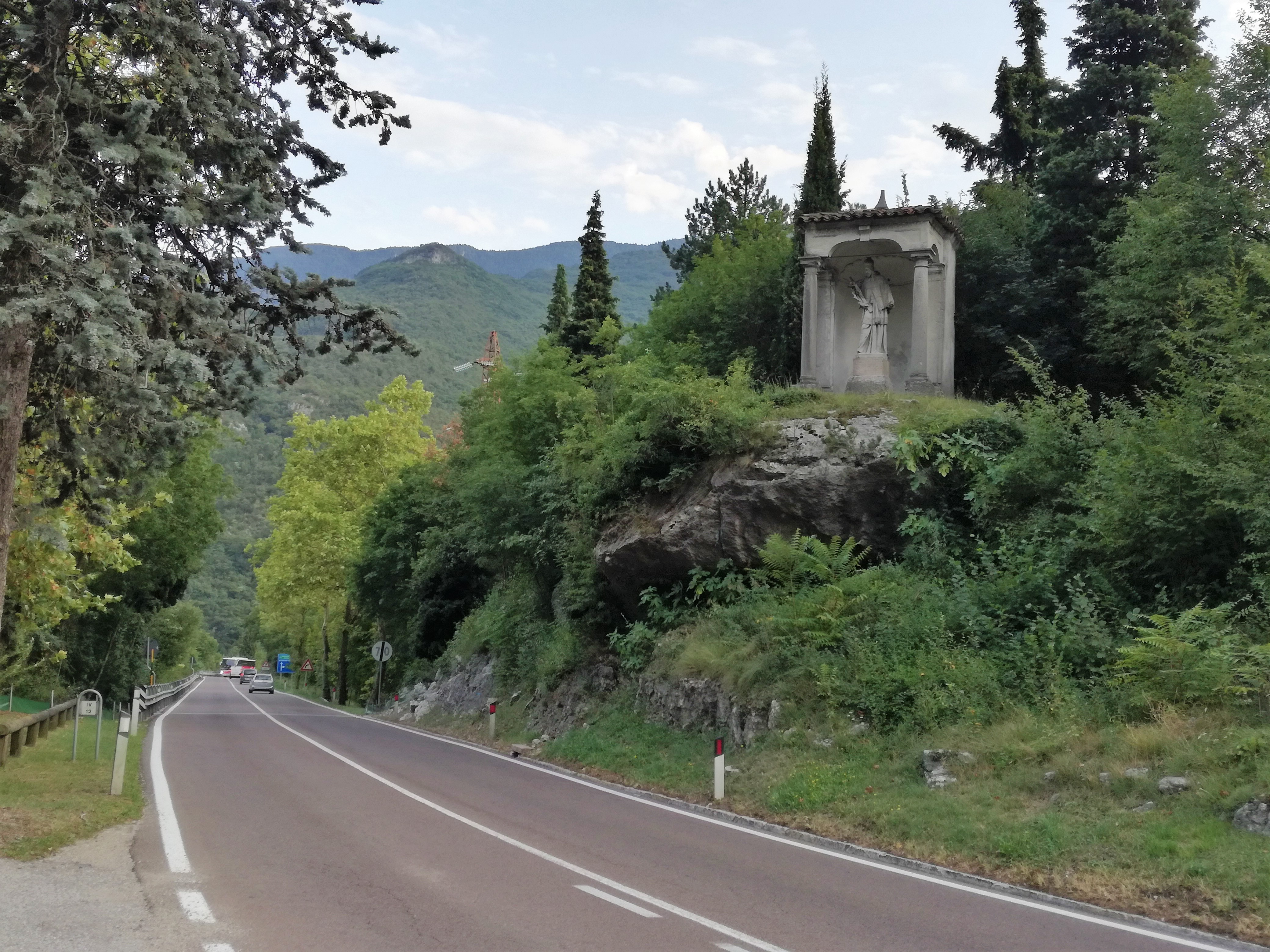
Ädikula mit der Statue des Heiligen Johannes Nepomuk

Etwas unterhalb der Passhöhe steht am südlichen Straßenrand auf einem Felsbrocken, einem Überbleibsel des eiszeitlichen Bergrutsches, eine Ädikula mit der Statue des Heiligen Johannes Nepomuk, nach dem der Pass benannt ist. Die 1738 errichtete Ädikula trägt an ihrer Basis eine lateinische Inschrift mit dem Jahr ihrer Aufstellung. Auf der Rückseite ist das Wappen der aus Nago stammenden Spenderfamilie angebracht, die das Bauwerk im Gedenken eines Verstorbenen errichten ließ. Im Ersten Weltkrieg wurde die Statue schwer beschädigt, so dass sie in den 1920er Jahren teilweise rekonstruiert werden musste. Sie wird dem Barockbildhauer Teodoro, Sohn des Cristoforo Benedetti, zugesprochen.

## Geschichte
Der Pass stellte seit alters her einen wichtigen Übergang vom Etschtal zum Gardasee und der westlichen Landeshälfte des Trentino dar. 1439 transportierte Venedig im Krieg mit den Viscontis seine Flotte in der militärischen Unternehmung Galeas per montes über den Pass.
Aber auch friedliebendere Reisende wie Johann Wolfgang von Goethe 1776, beschrieben in seinem Reisebericht Italienische Reise, oder vor ihm Michel de Montaigne zogen über den Pass. 1861 wurde die Schmalspurbahn Mori–Arco–Riva über den Pass geführt. Für die bis 1936 betriebene Bahn war der Passo San Giovanni der höchste Streckenpunkt. Während des Ersten Weltkrieges verliefen die österreichisch-ungarischen Linien über den Pass und schlossen südlich an die des Segrom an. Einige ausbetonierte Stellungsreste sind am südlichen Straßenrand noch erhalten.
In den 1930er Jahren wurde die Strada Rivana, mittlerweile Teil der Strada Statale 240 di Loppio e Val di Ledro, über den Pass geführt, woran ein Gedenkstein erinnert.